# Joseph Emanuel Fischer von Erlach

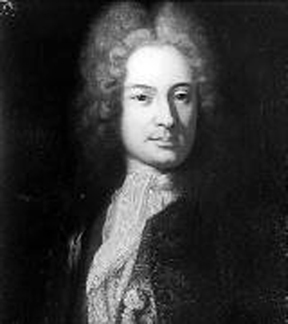
Joseph Emanuel Fischer von Erlach.

Joseph Emanuel Fischer von Erlach, conocido como Fischer von Erlach el Joven (Viena, bautizado el 13 de septiembre de 1693 - 29 de junio de 1742) fue un arquitecto austríaco.
Hijo del también arquitecto Johann Bernhard Fischer von Erlach, su obra pertenece a los estilos barroco, rococó y barroco clasicista.

## Obras
- Secciones del Hofburg, Viena, 1726
- Biblioteca Nacional de Austria, 1723-1726 (con diseño de su padre)
- Iglesia de San Carlos Borromeo en Viena, 1723-1737 (con diseño de su padre)
- Establos de la Corte, 1725 (con diseño de su padre)
- Reforma del Castillo de Seelowitz, 1722-1728
- Escuela Española de Equitación, Viena, 1729-1735 (con diseño de su padre)
- Catedral de San Jorge en Timișoara (diseño: 1736)
- Tumba de San Juan Nepomuceno en la Catedral de San Vito, Praga (1736)